# Saliceto (Italie)
Pour les articles homonymes, voir Saliceto.
Saliceto (en français Sarzeil) est une commune italienne de la province de Coni dans la région Piémont en Italie.

## Homonymie et jumelages
Les deux communes européennes sont homonymes et jumelées : 
Saliceto, gros bourg piémontais (Sarzèj, en piémontais) est jumelé avec son homonyme, le petit village corse Saliceto (U Salgetu, en corse).
Gentilé : les habitants de Saliceto / Sarzèj sont appelés Salicetesi (alors que ceux de Saliceto / Salgetu sont appelés Salgitinchi).

## Administration
| Période                                  | Période | Identité | Étiquette | Qualité |
| ---------------------------------------- | ------- | -------- | --------- | ------- |
|                                          |         |          |           |         |
| Les données manquantes sont à compléter. |         |          |           |         |

### Communes limitrophes
Cairo Montenotte, Camerana, Cengio, Gottasecca, Montezemolo